# Lonetree (Wyoming)
Lonetree é uma Região censo-designada localizada no estado norte-americano de Wyoming, no Condado de Uinta.

## Demografia
Segundo o censo norte-americano de 2000, a sua população era de 61 habitantes.

## Geografia
De acordo com o United States Census Bureau tem uma área de
118,2 km², dos quais 118,1 km² cobertos por terra e 0,1 km² cobertos por água. Lonetree localiza-se a aproximadamente 2303 m acima do nível do mar.

## Localidades na vizinhança
O diagrama seguinte representa as localidades num raio de 68 km ao redor de Lonetree.